# Favorského přesmyk
Favorského přesmyk je organická reakce, přesmyk cyklopropanonů a α-halogenketonů, kterým vznikají deriváty karboxylových kyselin nebo, u cyklických α-halogenketonů, dochází ke zmenšení kruhů. Přesmyk probíhá za přítomnosti zásady, kterou může být hydroxid (pak vzniká karboxylová kyselina) nebo alkoxid (poté vzniká ester) či amin (v takovém případě se vytvoří amid). α,α'-dihalogenované ketony při této reakci odštěpují halogenovodíky za tvorby α,β-nenasycených karbonylových sloučenin.
Trihalogenmethylketony reagují odlišně a namísto přesmyku vytváří haloformovou reakcí haloformy a karboxyláty.

## Mechanismus
Mechanismus reakce začíná tvorbou enolátového iontu na straně ketonu vzdálenější od atomu chloru. Enolát se následně cyklizuje na cyklopropanonový meziprodukt, který poté reaguje s hydroxidovým nukleofilem; vznik cyklopropanonu je dvouelektronovou elektrocyklizací 1,3-dipólu, jenž může vstoupit do Dielsových–Alderových reakcí. Kruh cyklopropanonu se otevírá, čímž vzniká karboanion, který je ihned protonován.
Druhý krok byl také popsán jako postupný, kdy se nejprve oddělí chloridový anion za vzniku oxyallylového zwitteriontu, po němž následuje disrotační elektrocyklické uzavírání kruhu, vytvářející cyklopropanon.
Při použití alkoxidu namísto hydroxidu se vytváří esterový produkt s menším kruhem.
V případech, kdy tvorba enolátu není možná, probíhá Favorského přesmyk jiným mechanismem, ve kterém se nejprve naváže hydroxid na keton, poté proběhne rozklad tetraedrického produktu a přesun sousedního uhlíku za odštěpení halogenidu; tento proces bývá označován jako pseudo-Favorského přesmyk.
| Znázornění mechanismu Favorského přesmyku |
| Znázornění mechanismu Favorského přesmyku |

## Wallachova degradace
Při Wallachově degradaci reagují s ketonem dva halogeny a po oxidaci a dekarboxylaci se utvoří keton s kratším řetězcem.

## Fotochemická Favorského reakce
Fotochemická obdoba Favorského přesmyku může být použita na odstranění p-hydroxyfenacylových chránicích skupin z organofosfátů jako je adenosintrifosfát; reakce probíhá přes tripletový diradikál (3) a diketonový spiro meziprodukt (4).